# Verklista för Hector Berlioz
En lista av verk, av den franske kompositören Hector Berlioz. 

## Orkesterverk

### Symfonier
| Op. | Titel                                  | Komp. år | Uruppförd | Tillägnad | Övrigt |
| --- | -------------------------------------- | -------- | --------- | --------- | ------ |
| 14  | Symphonie fantastique                  | 1830     | 1830      |           |        |
| 16  | Harold en Italie, (Harold i Italien)   | 1834     | 1834      |           |        |
| 17  | Roméo et Juliette                      | 1839     | 1839      |           |        |
| 15  | Grande symphonie funèbre et triomphale | 1840     | 1840      |           |        |

### Overtyrer
| Op. | Titel              | Komp. år | Uruppförd        | Tillägnad | Övrigt                                       |
| --- | ------------------ | -------- | ---------------- | --------- | -------------------------------------------- |
| 1   | Waverley           | 1828     | 26 maj 1828      |           | Inspirerad av Walter Scotts Waverley-romaner |
| 4   | Le Roi Lear        | 1831     | 22 december 1833 |           | Baserad på Shakespeares Kung Lear            |
|     | Rob Roy            | 1831     | 14 april 1833    |           | Inspirerad av Walter Scotts roman Rob Roy    |
| 9   | Le Carnaval romain | 1843     | 3 februari 1844  |           |                                              |
| 21  | Le Corsaire        | 1844     | 19 januari 1845  |           |                                              |

### Konserter
- Rêverie et caprice för violin och orkester

## Operor
| Op. | Titel                | Komp. År | Uruppförd      | Libretto                            | Övrigt                   |
| --- | -------------------- | -------- | -------------- | ----------------------------------- | ------------------------ |
|     | Les francs-juges     | 1826     | –              | Humbert Ferrand                     | Endast fragment kvarstår |
| 23  | Benvenuto Cellini    | 1836–38  | 1838           | Léon de Wailly och Auguste Barbier  |                          |
|     | La nonne sanglante   | 1841-7   | –              | Eugène Scribe och Germain Delavigne | Ofullbordad              |
| 29  | Les Troyens          | 1856–58  | Akt 3–5 1863   | Hector Berlioz                      |                          |
| 27  | Béatrice et Bénédict | 1860–62  | 9 augusti 1862 | Hector Berlioz                      |                          |

## Kör- och sångverk

### Prix de Rome Cantatas
- La Mort d’Orphée (1827)
- Herminie (1828)
- Cléopâtre (1829)
- Sardanapale (1830)

### Liturgisk musik
- Messe solenelle (1824)
- Grande Messe des morts (Requiem) (1837)
- Te Deum (1849)

### Icke iscensatta dramatiska verk
- La damnation de Faust (1846)
- L'enfance du Christ (1854)

### Andra verk innehållande kör
- La révolution grecque: scéne héroïque (1825; 1828)
- Huits scènes de Faust (1828–29; ett nummer framfört 1829)
- Le ballet des ombres (1829; tillbakadragen)
- Lélio, ou le retour à la vie (1831; 1832)
- Sara la baigneuse (1834; 1834)
- Le cinq mai (1831-5; 1835)
- Hymne à la France (1844; 1844)
- Chant des chemins de fer (1846; 1846)
- Tristia (skriven emellan 1831 och 1844: publicerad 1852)

### Sånger
- La dépit de la bergère
- Le maure jaloux
- Amitié reprends ton empire
- Pleure, pauvre Colette
- Canon libre à quinte
- Le montagnard exilé
- Toi qui l'aimas, verse des pleurs
- Nocturne
- Le pêcheur
- Le roi de Thulé
- Le coucher du soleil
- Hélène
- La belle voyageuse
- L'origine de la harpe
- Adieu Bessy
- Elégie en prose
- La captive
- Le jeune pâtre breton
- Les champs
- Sara la baigneuse
- Je crois en vous
- Le chant des Bretons
- Chansonette
- Les nuits d'été:

1. Villanelle
2. Le spectre de la rose
3. Sur les lagunes
4. L'absence
5. Au cimitière
6. L'île inconnue

- La mort d'Ophélie
- La belle Isabeau
- Le chasseur danois
- Zaïde
- Le trébuchet
- Nessun maggior piacere
- Le matin
- Petit oiseau

### Arrangemang
- La Marseillaise

## Verk efter opusnummer
- [Opus 1]: Huit scènes de Faust (1828/29) (tillbakadragen)
- Opus 1: Waverley (overture) (1828)
- Opus 2: Le ballet des ombres (1830)
- Opus 2b: Irlande: Mélodies irlandaises (9 sånger) (1829)
- Opus 3: Les francs-juges (ouvertyr) (1836)
- Opus 4: Le Roi Lear (1839)
- Opus 5: Grande messe des morts (Requiem) (1838)
- Opus 6: Le cinq mai (1840)
- Opus 7: Les nuits d'été (1841)
- Opus 8: Rêverie et Caprice (1841)
- Opus 9: Le carnaval romain (1844)
- Opus 10: Grand traité d'instrumentation et d'orchestration moderne (1843) (bok)
- Opus 11: Sara la baigneuse (1850)
- Opus 12: La captive (1833/reviderad version: 1849)
- Opus 13: Fleurs des landes (1850)
- Opus 14: Symphonie fantastique, épisodes d'une vie d'artiste (fullständig: 1845)
- Opus 14b: Lelio ou Le retour à la vie (1855)
- Opus 15: Grande Symphonie funèbre et triomphale (1843)
- Opus 16: Harold en Italie (1848)
- Opus 17: Roméo et Juliette (1847)
- Opus 18: Tristia (1849)
  - 1: Méditation religieuse
  - 2: La mort d'Ophélie
- Opus 19: Feuillets d'album (1850)
  - 1: Zaide
  - 2: Les champs
  - 3: Chant des chemins de fer
  - 4: Prière du matin
  - 5: La belle Isabau
  - 6: Le chasseur danois
- Opus 20: Vox populi (1849)
  - 1: La menace des Francs
  - 2: Hymne à la France
- Opus 21: Le corsaire (1852)
- Opus 22: Te Deum (1855)
- Opus 23: Benvenuto Cellini (1838/fullständig: 1886)
- Opus 24: La damnation de Faust (1854)
- Opus 25:
  - La Fuite en Egypte (1852)
  - L'Enfance du Christ (1855)
- Opus 26: L'Impériale (1856)
- Opus 27: Béatrice et Bénédict (1863/fullständigt: 1907)
- Opus 28: Le Temple universel (1861)
- Opus 29: Les Troyens (1863/fullständig: 1969)
  - 29a La Prise de Troie,
  - 29b Les Troyens à Carthage